# ゴア (アルバム)
『ゴア』（Gore）は、アメリカのオルタナティヴ・メタル・バンド、デフトーンズの8枚目のスタジオ・アルバム。2016年4月8日にリプリーズ・レコードより発売。

## 概要
「数多のエクスペリメンタル・ロックの格式を残している」と評されるように、『ゴア』はバンド本来のオルタナティヴ・メタル・サウンドに様々なジャンルの影響を混在させている。
その実験性と空間的なプロダクションと共に、5枚目のスタジオ・アルバム『サタデイ・ナイト・リスト』と比較する意見も見られた。
『ノックス・ニュース』のチャンク・キャンベルはそのポストメタル的な音楽性を指して「不朽の生命」と称し、
『ロック・サウンド』誌のロブ・セイスは「彼らの持つニュー・ウェイヴとポストパンクというルーツを更に推し進めている」と各々がアルバムについて評価を下している。

## 収録曲
全作詞: チノ・モレノ、全作曲: デフトーンズ
1. プレイヤーズ/トライアングルズ - "Prayers/Triangles" - 3:38
2. アシッド・ホログラム - "Acid Hologram" - 4:06
3. ドゥームド・ユーザー - "Doomed User" - 4:27
4. ジオメトリック・ヘッドドレス - "Geometric Headdress" - 3:29
5. ハーツ/ワイアーズ - "Hearts/Wires" - 5:21
6. ピットゥーラ・インファマンテ - "Pittura Infamante" - 4:04
7. ゼノン - "Xenon" - 3:17
8. （エル）エムアイアールエル - "(L)MIRL" - 5:02
9. ゴア - "Gore" - 4:59
10. ファントム・ブライド - "Phantom Bride (featuring Jerry Cantrell)" - 4:53
11. ルビコン - "Rubicon" - 4:58

## 参加アーティスト

### デフトーンズ
- チノ・モレノ - ボーカル、リズムギター
- ステファン・カーペンター - リードギター
- セルジオ・ヴェガ - ベース
- エイブ・カニンガム - ドラムス
- フランク・デルガド - サンプリング、キーボード

### アディショナル・ミュージシャン
- ジェリー・カントレル（アリス・イン・チェインズ） - ギター (#10)

### スタッフ
- マット・ハイド - プロダクション、エンジニアリング、ミキシング
- ハウィー・ウェインバーグ - マスタリング
- ジェントリー・ステューダー - マスタリング
- クリス・レイクストロー - エンジニアリング
- ジミー・ファイー - エンジニア助手
- マーティン・プラドラー - エンジニアリング
- ロブ・ヒル - エンジニアリング
- フランク・マドックス - 美術監修、デザイン、写真